# Юліан Косинський
Юліан Косинський (пол. Julian Kosiński; 16 листопада 1833 — 24 березня 1914) — польський хірург.

## Біографія
Народився в 1833 році. Вивчав медицину в Петербурзі, де в 1858 році здобув вищу освіту в Імператорській медико-хірургічній академії. Після закінчення навчання переїхав до Варшави, де з 1862 року був прозектором, з 1869 року — екстраординарним, а з 1877 року — ординарним професором хірургії та директором хірургічної клініки.
У 1866-1868 роках подорожував Німеччиною та Францією, займаючись виключно хірургічною практикою.
Прославився як один із кращих польських хірургів й залишив невелику кількість літературних напрацювань, які публікувалися в різних польських виданнях.
Був першим головою Польського гігієнічного товариства.
Помер Ю. Косинський в 1914 році, у віці 80 років, похований на Повонзківському цвинтарі у Варшаві (210, II).

### Обвинувачення
Косинський звинувачувався в залишенні хірургічних інструментів в животі пацієнта, що призвело до його смерті. Суд виніс виправдувальний вирок і відхилив позов про збитки родичам загиблого пацієнта.

### Особисте життя
Юліан Косинський був одружений з Марією Терезою Соломією (пол. Maria Teresa Salomea, 1849—1892), дочкою генерала Александра Яна Гауке (пол. Aleksander Jan Hauke).